# Phantasy Star Online: Episode I and II
Phantasy Star Online: Episode I and II est un jeu vidéo sorti sur GameCube en 2002 puis porté sur Xbox en 2003.
Il est constitué de deux parties : l'épisode I qui est un remake des deux versions sorties sur Dreamcast, et l'épisode II qui prolonge l'histoire de l'épisode I et propose un nouvel environnement.
Le jeu est porté également sur PC en 2004 sous le nom de Phantasy Star Online: Blue Burst.

## Trame

### Univers
Tout comme les épisodes précédents, Phantasy Star Online: Episode I and II se place dans un univers de Space opera. L'histoire se déroule sur une planète très semblable à la Terre, Ragol. L'environnement y semble très tropical : il y a des plages, des océans, des montagnes, une jungle et également beaucoup d'espèces animales. Il s'y trouve aussi beaucoup d'installations laissées par des colons venus d'un autre système solaire, dont les héros de l'histoire font partie.
En orbite autour de la planète Ragol se trouve un vaisseau spatial gigantesque habités par ces colonisateurs : Pionner 2. Comme la planète n'est pas encore libérée de tout danger, les colons restent donc sur ce vaisseau. Seuls des hunters, des combattants d'élites, descendent à la surface de la planète.

### Synopsis

#### Épisode 2
Dark Falz, un être extra dimensionnelle, a été détruit par les hunters lors de leur première mission sur Ragol. Red Ring Rico a été "libérée", cependant le mal demeure sur la planète Ragol. Les scientifiques de Pioneer 2 continuent à étudier la planète et à envoyer des hunters à sa surface. Il est encore bien trop tôt pour que les habitants de Pioneer 2 puissent vivre sur le nouveau berceau de l’humanité. Le Lab est le nouveau lieu privilégié des hunters et ces derniers y sont entraînés dans des niveaux virtuels avant de se lancer dans leurs missions. Le Lab est toujours sans nouvelles d'un certain Heathcliff Flowen, chef de l'armée sur Pioneer 1 et mentor de Rico. Cela veut dire que c’est ce dernier qui devait accueillir les habitants de Pionner 2. Les recherches débutent sur une vaste île, Gal Da Val. Non loin du laboratoire sous-marin.

### Personnages secondaires principaux
Le héros de l'histoire est le personnage créé par le joueur. Il y a dans cet épisode quelques personnages secondaires importants qui interagissent avec lui.
Natasha Milarose est le commandant en chef du laboratoire de recherche de Pioneer 2. Elle explique que le Lab, département de recherches de Pionner 2, a découvert un nouveau centre de recherche sur Ragol et que cette précieuse découverte, c’est grâce à des informations envoyés par un certain Heathcliff Flowen. Elle décide d'envoyer le héros à la surface de Ragol pour découvrir ce qu'il est devenu.
Heathcliff Flowen était un commandant militaire de la colonie Pioneer 1, un vaisseau aujourd'hui disparu. Il a été infecté par un virus redoutable il y a des années, tout comme la faune locale, alors que les premiers colons tentaient d'envahir Ragol. Ces premiers colons ont disparu de la surface de la planète et c'était le but de la première mission des hunters de Pioneer 2 de savoir ce qui s'était passé. La seconde mission, lors de cet épisode 2, est de découvrir ce que ce commandant est devenu.
Elly Person avait rencontré Calus par internet et avait pu enfin le rencontrer sur Ragol, lors de l'épisode 1. Calus était en fait une machine et a donné de précieuses informations sur ce qui s’était passé dans le laboratoire souterrain. Aujourd’hui, Elly travaille au Lab pour Natasha Milarose et confie les missions les plus difficiles aux Hunters. Elle est leur guide tout au long de l’aventure.

## Système de jeu

### Généralités
Phantasy Star Online Episode I and II est la suite de Phantasy Star Online version 2 et en conserve le gameplay. Il comporte cependant quelques nouveautés, comme de nouvelles armes, de nouveaux environnements, de nouvelles quêtes et une toute nouvelle histoire. La version GameCube contient aussi une connectivité avec la Game Boy Advance, il est en effet possible d'y exporter des jeux comme un jardin Chaos (deux Chaos cachés pour le jeu Sonic Adventure sur GameCube), ChuChu Rocket!, Nights into Dreams ou Puyo Pop Fever. Quant à la version Xbox, il était possible d'utiliser le micro pour discuter avec d'autres joueurs, ainsi que de modifier sa voix lors de la création d'un personnage. L'interface du jeu a aussi été revue et se présente de façon plus ergonomique.
L'une des principales nouveautés également, c'est l'ajout de trois classes de personnages jouables supplémentaires :
- L'HUcaseal - (Hunter1 Androïde Femelle)
- La RAmarl - (Ranger2 Humain Femelle)
- Le FOmar - (Force3 Humain Mâle)

Les statistiques des autres classes ont été revues, ainsi que l'apparence et la puissance des armes. De nouveaux objets ont fait leur apparition, comme les photon drop pouvant être échangés contre des objets après avoir effectué une certaine quête online. Il est aussi désormais possible de jouer à plusieurs sur une même console.

### Niveaux
L'ensemble du jeu, lors de l'épisode 2, se déroule dans le Lab sur Pioneer 2 et sur l'île de Gal Da Val à la surface de la planète Ragol. Avant de se rendre sur Ragol, les hunters doivent d’abord passer un examen pratique dans des stages virtuels. Les deux premiers stages étaient déjà présents sur Phantasy Star Online version 2 sur Dreamcast, via le mode Battle.
VR TemplePremière phase d’examen pour tester l’habileté des hunters. Cela se passe dans un temple totalement virtuel. Le héros n'est donc pas sur Ragol. Il est tout de long guidé par son opérateur : Elly Person. Le boss se nomme Barba Ray et reprend le schéma du boss de Caves dans l'Episode I.
VR SpaceShipDernier examen pratique pour les hunters. Cela se passe dans un vaisseau spatial virtuel dont les murs sont souvent fait d’écran plasma montrant la surface de Ragol. Le boss est un dragon nommé Gol Dragon et fait référence au Dragon de Forest de l'Episode I.
Central Control Areadésormais le héros se trouve à la surface de Ragol, sur l'île de Gal Da Val. Le Central Control Area permet d’accéder au labo de recherche sous-marin. Cependant, la porte est fermée par un dispositif de sécurité. Le héros doit trouver les interrupteurs se trouvant dans 3 zones spécifiques (Seaside Area, Mountain Area et Jungle Area), chacune gardées par un mini-boss. Le boss de fin de ce niveau est un monstre ailé nommé Gal Gryphon.
SeabedLe fameux labo de recherche sous-marin. Qu’est devenu le plus haut représentant de Pioneer1 ? Le boss de fin se nomme Olga Flow.

### Serveurs en mode Online
Tout comme le premier épisode, le joueur doit d'abord choisir un serveur, ici représenté par un vaisseau (ship). Sur GameCube, le joueur peut aller sur les serveurs d'autres continents, comme ceux au Japon ou aux États-Unis. Mais sur Xbox, les serveurs d'un continent sont séparés des autres. Quant à la version PC, les serveurs ne sont accessibles que pour les japonais, cette version de jeu n'étant sortie que là-bas.
| Nom des serveurs de la version GameCube (portant des noms d'étoiles) |                 |
| 21:US/Vega                                                           | 61:JP/Merope    |
| 22:US/Altair                                                         | 62:JP/Mintaka   |
| 23:US/Deneb                                                          | 63:JP/Alnitak   |
| 24:US/Antares                                                        | 64:JP/Alnilam   |
| 31:EU/Polaris                                                        | 65:JP/Aldebaran |
| 32:EU/Dubhe                                                          | 66:JP/Capella   |
| 33:EU/Spica                                                          | 67:JP/Achernar  |
| 34:EU/Regulus                                                        | 68:JP/Alcyone   |
| 35:EU/Arcturus                                                       | 69:JP/Rigel     |
| 36:EU/Alphard                                                        | 70:JP/Canopus   |

Les serveurs de la version Xbox sont tous divisés par continent.
| Nom des serveurs de la version Xbox japonaise (portant des noms de pierres précieuses) |            |
| 1:Aquamarine                                                                           | 6:Flourite |
| 2:Beryl                                                                                | 7:Garnet   |
| 3:Crystal                                                                              | 8:Hauyne   |
| 4:Devilline                                                                            | 9:Illite   |
| 5:Emerald                                                                              | 10:Jasper  |

| Nom des serveurs de la version Xbox européenne (portant des noms de pierres précieuses) |          |
| 1:Iolite                                                                                | 3:Jasper |
| 2:Alexandrite                                                                           |          |

| Nom des serveurs de la version Xbox américaine (portant des noms de pierres précieuses) |              |
| 41:Apatite                                                                              | 44:Davburite |
| 42:Benitoite                                                                            | 45:Epdote    |
| 43:Celestite                                                                            |              |

La version PC, qui est sorti sous le titre de Phantasy Star Online Blue Burst au Japon, ne contient que des serveurs japonais. Contrairement aux versions Xbox et GameCube, ces serveurs sont toujours actifs.
| Nom des serveurs de la version PC (portant des noms de constellations) |             |
| 01:Aries                                                               | 04:Cancer   |
| 02:Taurus                                                              | 05:Leo      |
| 03:Gemini                                                              | 99:Beginner |

## Portages
- Phantasy Star Online Episode I and II : sortie en 2002 sur GameCube et en 2003 sur Xbox.
- Phantasy Star Online Episode I and II Plus : sortie au Japon en 2003 et aux États-Unis en 2004 sur GameCube. Il s’agit du même jeu, mais avec la possibilité d’accéder à un nouveau mode challenge pour l'Episode 2 et de pouvoir télécharger les mini-jeux Game Boy Advance sans passer par le mode réseau.
- Phantasy Star Online: Blue Burst : sortie 2004 au Japon sur PC. La version japonaise de ce titre est identique à PSO Episode I and II. La version internationale, qui était disponible gratuitement en téléchargement depuis le site officiel, était identique à la version Phantasy Star Online: Blue Burst - Episode IV, l'extension de la version japonaise du titre.